# 옐로우팻테일전갈
옐로우팻테일전갈 또는 노랑넓은꼬리전갈(학명: Androctonus australis 안드록토누스 아우스트랄리스[*])은 북아프리카, 소말리아, 중동, 파키스탄 그리고 인도까지 분포하는 전갈과의 절지동물이다.

## 특징
옐로우펫테일전갈은 몸길이 10cm까지 자랄 수 있는 중형 전갈이다. 다른 동물을 공격하는 동안 자기를 방어하기 위해 매우 두껍고 튼튼한 꼬리가 있다. 그 돔의 측면에 줄무늬가 있다.
옐로우팻테일전갈은 사막에 사는 사막 전갈이다. 안드록토누스속 전갈들은 사막의 모래바람을 피하기 위해 굴을 파지 않는다. 대신, 그것들은 강력한 모래바람 속에서도 버틸 수 있을 만큼 강인한 외골격을 가지고 있다.

## 이름의 뜻
'안드록토누스'는 그리스어로 '살인자'라는 뜻이고, '아우스트랄리스'는 라틴어로 '남향'을 뜻한다. 함께 번역하면 "남쪽의 살인자"다.

## 독성
학명의 뜻에서 알 수 있듯이, 옐로우팻테일전갈은 독성이 매우 강하기 때문에 세계에서 가장 위험한 전갈로 유명하다. 옐로우팻테일전갈의 반수치사량은 두 다른 출처에서 0.32 그리고 0.75 mg/kg로 측정되어 있다.